# Korean Air Lines Flight 007
 Der er for få eller ingen kildehenvisninger i denne artikel, hvilket er et problem. Du kan hjælpe ved at angive troværdige kilder til de påstande, som fremføres i artiklen.

Korean Air Lines Flight 007, også kendt som KAL 007, var en af Korean Air Lines civile flyvemaskiner, som blev skudt ned af et sovjetisk jagerfly den 1. september 1983 lige vest for øen Sakhalin. 269 passagerer og besætningsmedlemmer omkom, inklusive det amerikanske kongresmedlem Lawrence McDonald. Der var ingen overlevende.
Sovjetunionen påstod, at man ikke vidste, at flyet var civilt, og at man troede, at det var trængt ind i sovjetisk luftrum som en overlagt provokation fra USA for at teste Sovjetunionens militære evne til at reagere hurtigt ligesom med Korean Air Flight 902, som blev skudt ned af Sovjet over Kolahalvøen i 1978. Flyet blev skudt ned i internationalt luftrum, og medførte en storm af protester fra hele verden, især fra USA.

## Information om flyvningen
Korean Air Lines Flight 007 var en kommerciel Boeing 747-230B (registreringsnummer: HL7442, tidligere D-ABYH), som fløj fra New York City til Seoul i Sydkorea. Den lettede fra John F. Kennedy lufthavnen i New York den 31. august med 240 passagerer og 29 besætningsmedlemmer om bord. Efter optankning i Anchorage International Airport i Anchorage i Alaska lettede flyet for at flyve til Seoul den 1. september kl. 13:00 GMT (kl. 03:00 lokal tid). KAL 007 fløj mod vest og drejede derefter mod syd på en kurs mod Seoul-Kimpo International Airport, som bragte det meget længere mod vest end planlagt, således at flyveruten skar over den sovjetiske Kamchatka-halvø og derefter over Okhotskhavet mod Sakhalin, hvorved det krænkede sovjetisk luftrum mere end én gang.

## Nedskydning
Sukhoj Su-15 med NATO-kodenavnet Flagon var et sovjetisk jagerfly. Sovjetiske luftforsvarsenheder havde sporet flyet i mere end en time mens det trængte ind i, og forlod, sovjetisk luftrum over Kamchatka-halvøen. Jagerfly havde til at begynde med forsøgt at kontakte piloten på KAL 007 pr. radio og ved at skabe visuel kontakt. Da dette mislykkedes, meldte piloten på førerflyet, at han havde affyret 120 skud i fire 30-skuds serier med sin kanon. Men skuddene indeholdt ingen lyssporprojektiler og var derfor usynlige for 747'eren, som fortsatte på sin kurs. Der blev givet ordre til at skyde passagerflyet ned, da det var i færd med at forlade sovjetisk luftrum for anden gang efter at have overfløjet Sakhalin-øen. Det blev formentlig skudt ned i internationalt luftrum. Førerflyet af to Su-15 Flagon jagerfly, som var opsendt fra Dolinsk-Sokol flyvebasen, affyrede to luft-til-luft missiler omkring kl. 18:26 GMT og skød KAL 007 ned. Passagerflyet styrtede i havet nord for Moneron-øen, og alle om bord blev dræbt. Tidlige meldinger om, at flyet var blevet tvunget ned på Sakhalin, blev snart modbevist. Udskrifter fra båndoptageren i flyets cockpit viser, at besætningen ikke var klar over, at de afveg fra deres kurs og krænkede sovjetisk luftrum (til sidst var de 500 km vest for den planlagte rute). Umiddelbart før den blev angrebet, havde 747'eren fløjet i den normale højde på omkring 35.000 fod. Da missilet eksploderede, blev KAL 007s hale skubbet nedad, samtidig med at den løftede næsen, hvad der forårsagede en kortvarig stigning, før den begyndte at falde fra kl. 18:26, indtil optagelsen sluttede kl. 18:27:46. Kaptajn Chun var i stand til at afbryde autopiloten (18:26:46), og det vides ikke, om han var i stand til at genvinde nogen grad af kontrol over flyet, mens det bevægede sig i en spiral ned mod havet 8 km under det, efter at cockpit-båndoptageren og flight data recorderen var ophørt med at fungere.

## Efterforskning
Den internationale organisation for civil flyvning (ICAO) efterforskede hændelsen og konkluderede, at krænkelsen af sovjetisk luftrum var et uheld: Autopiloten var blevet indstillet til at flyve en konstant kurs, efter at man havde forladt Anchorage. Man fandt frem til, at besætningen ikke bemærkede denne fejl eller senere kontrollerede navigationen, hvilket ville have afsløret, at flyet afveg mere og mere fra dets planlagte rute. Dette, mente man senere, skyldtes "en mangel på bevidsthed om situationen og koordination på flydækket".
I henhold til den udskrift, som blev fremstillet af det amerikanske udenrigsministerium og trykt i New York Times, har piloten, som skød Korean Air Lines Flight 007 ned, udtalt, at han affyrede flere skudserier fra sin kanon, før han affyrede to missiler. Piloten indrømmede, at der ikke var nogen lyssporprojektiler, og at disse skud ikke kunne ses af besætningen på KAL 007. De sovjetiske myndigheder fastholdt officielt, at den havde forsøgt at opnå radiokontakt med flyet, og at KAL 007 undlod at svare. Imidlertid blev sådanne sovjetiske radioopkald ikke rapporteret fra nogen andre fly eller jordstationer, som overvågede sådanne nødfrekvenser på det tidspunkt. Den sovjetiske pilot rapporterede, at KAL 007 havde blinkende navigationslys, hvilket burde antyde, at flyet var civilt. I 1996 fortalte den sovjetiske pilot, Gennadiy Osipovich, at han vidste, at KAL 007 var en Boeing: "Jeg så to rækker vinduer og vidste, at det var et Boeing. Jeg vidste, at dette var et civilt fly. Men det betød ikke noget for mig. Man kan let ombygge en civil flytype til et fly til militær brug".

## Eftervirkninger
Den amerikanske præsident Ronald Reagan fordømte nedskydningen den 5. september 1983 og kaldte den "den koreanske flymassakre", "en forbrydelse mod menneskeheden som aldrig må glemmes" og "en barbarisk og umenneskelig, brutal handling. Og tag ikke fejl; dette var ikke bare et angreb mod USA eller Sydkorea. Dette var Sovjetunionen imod verden, og de moralske opfattelser som styrer relationer mellem mennesker overalt. Det var en barbarisk handling, født af et samfund, som på det groveste tilsidesætter individets rettigheder og menneskelivs værdi, og til stadighed søger at ekspandere og dominere andre nationer. De nægter handlingen, men under deres modstridende og vildledende udtalelser afslører Sovjetunionen, at ja at skyde et fly ned – selv et med hundreder af uskyldige mænd, kvinder, børn og babyer – er en del af deres normale procedure, hvis det fly er inden for det, de hævder som deres luftrum."
Den næste dag indrømmede Sovjetunionen at have skudt KAL 007 ned, og hævdede i strid med sandheden at piloterne ikke vidste, at det var et civilt fly. Angrebet bragte forholdet mellem USA og Sovjetunionen til et nyt lavpunkt. Den 15. september beordrede præsident Reagan, at den Føderale Luftfarts-administration (FAA) skulle tilbagekalde alle Aeroflots (det sovjetiske luftfartsselskab) tilladelser til at flyve ind og ud af USA. Som følge heraf kunne man kun flyve med Aeroflot til Nordamerika via byer i Canada og Mexico. Aeroflots flyvninger til USA blev først genoptaget den 29. april 1986.
Den amerikanske ambassadør ved de Forenede Nationer, Jeane Kirkpatrick, bestilte en audiovisuel præsentation i Sikkerhedsrådet, med brug af optagelser af sovjetiske radiosamtaler og et kort over flyets rute, for at vise at nedskydningen var ondsindet og ubegrundet.
Airway R20 (Romeo 20), den rute som Korean Air Flight 007 burde have fløjet, som var 27 km fra sovjetisk luftrum på det nærmeste sted, blev lukket efter nedskydningen, den 2. september. Dette var udtryk for chok og behovet for at berolige befolkningen. Men piloter og flyselskaberne var stærkt imod, og ruten blev genåbnet den 2. oktober. Mere vigtigt var det, at USA besluttede at udnytte militære radarer, således at radardækningen fra Anchorage blev udvidet fra 300 km til 1900 km. Disse radarer var blevet brugt i 1968 for at advare Seaboard World Airlines Flight 253 i en lignende situation. Som et resultat af nedskydningen bekendtgjorde præsident Ronald Reagan, at Global Positioning System (GPS) ville blive tilgængeligt for civile brugere, når det var færdigt.

## Konspirationsteorier
Korean Air Lines 007-hændelsen har affødt et antal konspirationsteorier. Ingen af disse er blevet bekræftet af officielle kilder. Mindst to af dem hævder, at flyet var på en spionagemission. En af dem hævdede, at ud over Korean Air Lines 007 blev flyets færd over sovjetisk territorium fulgt af Challenger og en satellit. Det blad, som trykte denne version, blev sagsøgt af Korean Air Lines og blev tvunget til at betale erstatning foruden at trykke en undskyldning til flyselskabet. Da Flight Data Recorderen og Cockpit Voice Recorderen blev frigivet af russiske myndigheder i begyndelsen af 1990'erne, blev konspirationsteorierne ikke længere gengivet af den etablerede presse.